# Desmodium laxiflorum
Desmodium laxiflorum är en ärtväxtart som beskrevs av Dc. Desmodium laxiflorum ingår i släktet Desmodium och familjen ärtväxter.

## Underarter
Arten delas in i följande underarter:
- D. l. lacei
- D. l. laxiflorum